# Parada do Orgulho LGBT de Buenos Aires

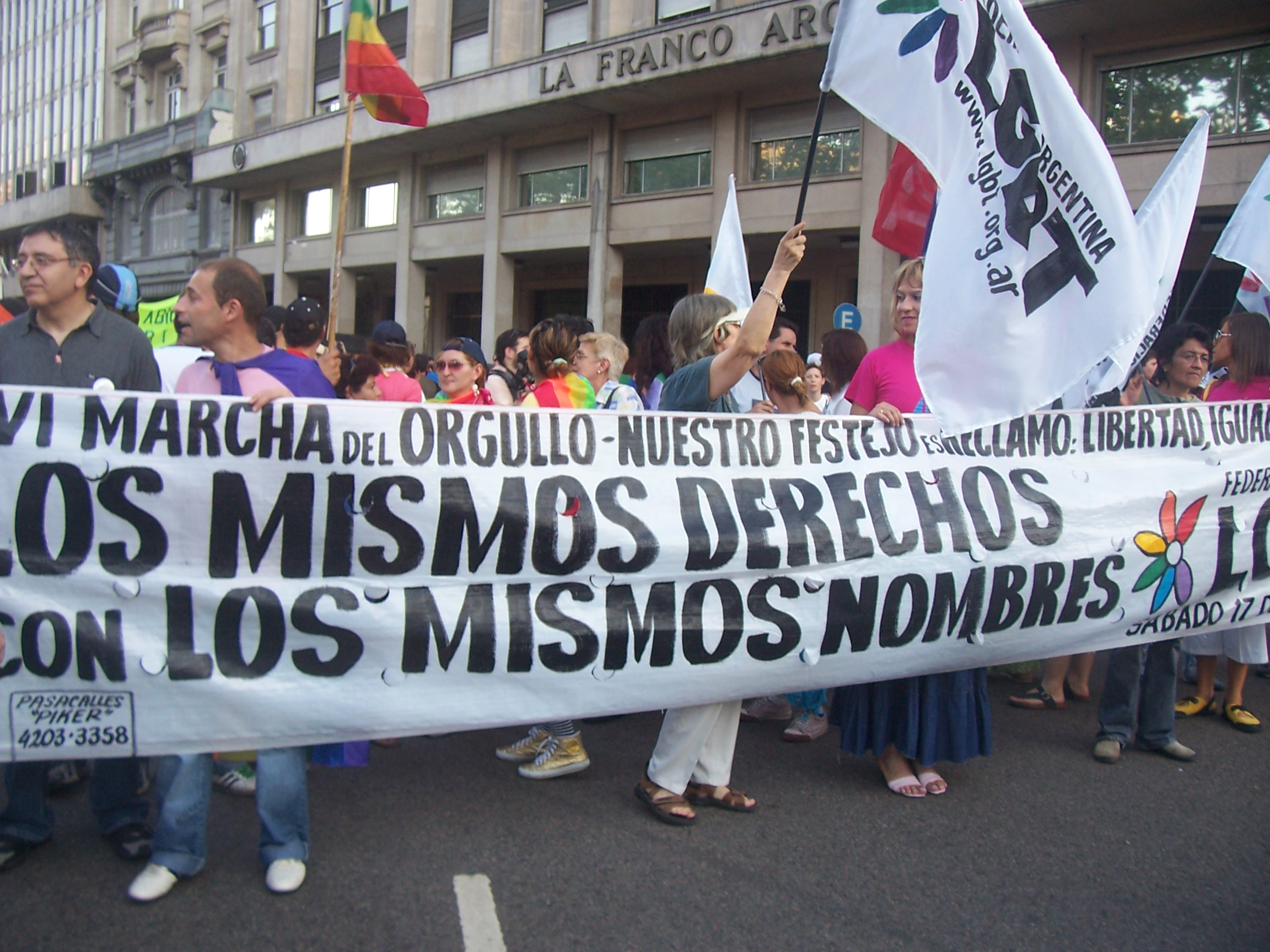
Parada do Orgulho LGBT de Buenos Aires

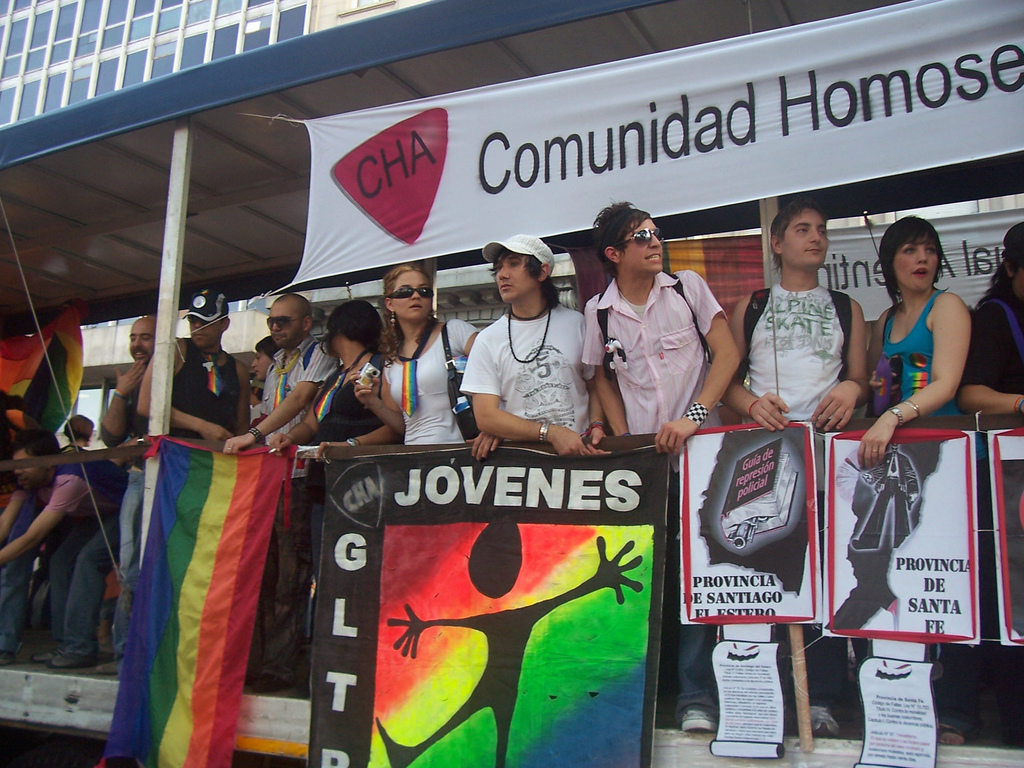
Jovens da Comunidade Homossexual Argentina durante a Parada do Orgulho

A Parada do Orgulho LGBT de Buenos Aires (em espanhol, Marcha del Orgullo LGBT) é uma manifestação que se celebra anualmente na capital de Argentina e que procura a igualdade de direitos para os gays, lesbianas, bissexuais e transgéneros.
Realizou-se pela primeira vez no ano 1992 e se celebra o primeiro sábado de novembro de cada ano, em comemoração da criação de Nuestro Mundo, o primeiro movimento homossexual em Argentina. Ademais, a semana prévia à marcha se leva a cabo a Semana do Orgulho, com uma série de conferências e palestras relacionadas à temática LGBT.
As principais reivindicações da parada seguem sendo o casamento entre pessoas do mesmo sexo, a implementação de uma lei de identidade de gênero com a carteira de identidade com o nome e sexo que elegeram e de uma lei antidiscriminatoria em todo o território nacional, bem como a derrogação dos Códigos Contravencionais, que explicitamente criminaliza a travestis e homossexuais ainda em dez províncias argentinas.
A primeira Parada do Orgulho LGBT em 1992 contou com a presença de mal 250 pessoas, e os manifestantes marcharam com caretas de papelão, já que temiam perder seus empregos.
Em 2008, a parada contou com a presença, segundo os organizadores, de 50.000 pessoas, duplicando a cifra do ano anterior. Nesta ocasião, a consigna foi Votem nossas leis, em alusão a vários projetos que se encontram à espera de ser tratados pelos legisladores argentinos.
A parada parte todos os anos desde a Praça de Mayo, frente à Casa Rosada, sede do poder executivo nacional argentino e culmina na Praça dos Dois Congressos, onde se encontra o Congresso Nacional.

## Temas abordados nas edições
- 2008 - Voten nuestras leyes (Votem nossas leis)
- 2007 - Nuestro festejo es reclamo: Igualdad. Libertad. Diversidad (Igualdade. Liberdade. Diversidade)
- 2006 - Somos todos y todas maravillosamente diferentes (Somos todos e todas maravilhosamente diferentes)
- 2005 - Queremos los mismos derechos (Queremos os mesmos direitos)
- 2004 - Toda la sociedad por el derecho a la diversidad (Toda a sociedade pelo direito à diversidade)
- 2003 - Vamos por todos nuestros derechos (Vamos por todos nossos direitos)
- 2002 - Amar y vivir libremente en un país liberado (Amar e viver livremente num país liberado)
- 2001 - 10 Años defendiendo nuestra libertad (10 Anos defendendo nossa liberdade)
- 2000 - Orgullo de ser, derecho a estar (Orgulho de ser, direito a estar)
- 1999 - En la sombra de la hipocrecía, a brillar mi amor (Na sombra da hipocrisia, a brilhar meu amor)
- 1998 - Unidad a través de la diversidad (Unidade através da diversidade)
- 1997 - Celebramos la Vida con Orgullo, Repudiamos la Discriminación y la Violencia (Celebramos a Vida com Orgulho, Repudiamos a Discriminação e a Violência)
- 1996 - La discriminación nos condena. La policía nos mata. Seguimos de pie (A discriminação nos condena. A polícia nos mata. Seguimos de pé)
- 1995 - Vigilemos a la Policía (Vigiemos à Polícia)
- 1994 - Visibles para ser Libres e Iguales (Visíveis para ser Livres e Iguais)
- 1993 - Iguales y Libres en la Diversidad (Iguais e Livres na Diversidade)
- 1992 - Libertad, Igualdad, Diversidad (Liberdade, Igualdade, Diversidade)